# Saint Vincent och Grenadinerna i olympiska sommarspelen 2004
Saint Vincent och Grenadinerna deltog i de olympiska sommarspelen 2004 med en trupp bestående av tre deltagare, två män och en kvinna, men ingen av landets deltagare erövrade någon medalj.

## Friidrott
Herrar
| Idrottare  | Gren  | Heat     | Heat      | Semifinal        | Semifinal        | Final            | Final            |
| Idrottare  | Gren  | Resultat | Placering | Resultat         | Placering        | Resultat         | Placering        |
| ---------- | ----- | -------- | --------- | ---------------- | ---------------- | ---------------- | ---------------- |
| Andy Grant | 800 m | 2:44:19  | 80        | Gick inte vidare | Gick inte vidare | Gick inte vidare | Gick inte vidare |

Damer
| Idrottare      | Gren  | Heat     | Heat      | Kvartsfinal | Kvartsfinal | Semifinal        | Semifinal        | Final            | Final            |
| Idrottare      | Gren  | Resultat | Placering | Resultat    | Placering   | Resultat         | Placering        | Resultat         | Placering        |
| -------------- | ----- | -------- | --------- | ----------- | ----------- | ---------------- | ---------------- | ---------------- | ---------------- |
| Natasha Mayers | 100 m | 11.45    | 3 Q       | DNS         | DNS         | Gick inte vidare | Gick inte vidare | Gick inte vidare | Gick inte vidare |